# 7267 Victormeen
7267 Victormeen è un asteroide areosecante. Scoperto nel 1943, presenta un'orbita caratterizzata da un semiasse maggiore pari a 2,3555633 UA e da un'eccentricità di 0,3357929, inclinata di 22,55526° rispetto all'eclittica.
L'asteroide è dedicato al geologo canadese Victor Ben Meen che nei primi anni cinquanta del XX secolo riconobbe come il resto di un impatto meteorico quello che è oggi noto come cratere Pingualuit nella penisola di Ungava in Québec.